# مرلین اولسن
مرلین اولسن (انگلیسی: Merlin Olsen؛ ‏‎/ˈoʊlsən/‎؛ ‏ ۱۵ سپتامبر ۱۹۴۰ – ۱۱ مارس ۲۰۱۰) بازیگر سینما و تلویزیون و بازیکن حرفه‌ای فوتبال آمریکایی اهل ایالات متحده آمریکا بود. وی از پیروان کلیسای عیسی مسیح مقدسین آخرین زمان و ساکن شهر سان مارینو در کالیفرنیا بود.
از فیلم‌ها یا برنامه‌های تلویزیونی که وی در آن نقش داشته است، می‌توان به خانه کوچک و میتچل اشاره کرد.
از باشگاه‌هایی که در آن بازی کرده است می‌توان به لس آنجلس رمز اشاره کرد.